# Kaijudo – Mistrzowie pojedynków
Kaijudo – Mistrzowie pojedynków (ang. Kaijudo: Rise of the Duel Masters, 2012-2013) – przygodowy serial animowany produkcji amerykańskiej, związany z kolekcjonerską grą karcianą Kaijudo wydaną przez Wizards of the Coast. Serial powiązany jest z anime Duel Masters. Został wyprodukowany przez Hasbro Studios, animowany przez Moi Animation w Korei Południowej oraz opracowany przez Henry'ego Gilroya i Andrew Robinsona.
Seria miała swoją premierę 2 czerwca 2012 na kanale "The Hub" w Stanach Zjednoczonych. Przedpremierowo 5 maja 2012 zostały wyemitowane trzy pierwsze odcinki serialu. W Polsce premiera serialu odbyła się 18 maja 2013 roku na kanale teleTOON+.

## Opis fabuły
Seria przedstawia przygody 14-letniego chłopca Raidena "Raya" Pierce-Okamato, który nieświadomie przez sen dowiaduje się o świecie stworzeń Kaijudo. W następnych dniach zaczyna rysować dziwne stworzenia. W pewnym momencie, nieświadomie, przyzywa jedno z nich. W kilku kolejnych odcinkach, pod okiem Mistrzów Kaijudo, uczy się oswajać stwory, a także wykorzystywać je do walki. Jednak w przeciwieństwie do innych traktuje je jak przyjaciół. Wybiera jako swojego towarzysza silne stworzenie, hybrydę cywilizacji Ognia i Natury; Tatsuriona Rozkutego, którego nazywa "Bob". Po pewnym czasie zaprzyjaźniają się i przeżywają świetne, pełne emocji przygody, w międzyczasie walcząc z geniuszem zła, Chotenem.

## Wersja polska
Wersja polska: na zlecenie teleTOON+ – Studio Publishing

Dialogi: Katarzyna Michalska

Reżyseria: Dorota Kawęcka

Dźwięk i montaż: Jacek Kacperek

Kierownictwo produkcji: Urszula Jankowska

Udział wzięli:
- Małgorzata Szymańska – Allie
- Jarosław Domin – Chavez
- Jakub Mróz – Ray
- Robert Tondera – Choten
- Grzegorz Drojewski – Gabe
- Katarzyna Tatarak – Nadia
- Jacek Mikołajczak – Nigel
- Janusz Zadura – 
  - Driggs,
  - Reef Książę Glu-urrgle,
  - Heller (odc. 8),
  - ojciec Allie (odc. 14, 19-20)
- Grzegorz Falkowski – Tatsurion Rozkuty / Bob
- Cezary Kwieciński – Kimora
- Monika Węgiel-Jarocińska – Alakshmi
- Mateusz Lewandowski – Paluch
- Beata Łuczak –
  - Janet Okamoto,
  - Moorna (odc. 6-7),
  - Lucy (odc. 14),
  - Księżniczka Sasza (odc. 17, 22-24, 26)

oraz:
- Stefan Knothe – 
  - Raiden Okamoto,
  - Saguru (odc. 6-7, 16, 18, 24-25)
- Artur Pontek – Carny
- Andrzej Chudy – 
  - Toji,
  - Lord Niebołamacz
- Elżbieta Gaertner – Jaha
- Katarzyna Łaska – Portia (odc. 14)
- Anna Gajewska – Megaria (odc. 19-20)
- Wojciech Socha – Alex, ojciec Carny’ego (odc. 21)
- Monika Wierzbicka
- Michał Podsiadło
- Marek Frąckowiak

i inni
Lektor: Maciej Gudowski

## Odcinki
- Serial pojawił się w Polsce na kanale teleTOON+:
  - I seria (odc. 1-26) – 18 maja 2013 roku[1],
  - II seria (odc. 27-52) – 13 stycznia 2014 roku.

### Spis odcinków
| Premiera odcinka | Premiera odcinka | N/o | Polski tytuł              | Angielski tytuł                              |
| ---------------- | ---------------- | --- | ------------------------- | -------------------------------------------- |
|                  |                  |     |                           |                                              |
| SERIA PIERWSZA   |                  |     |                           |                                              |
|                  |                  |     |                           |                                              |
| 02.06.2012       | 18.05.2013       | 01  | Wrodzony talent – cz. 1   | The Natural – Part 1                         |
|                  |                  |     |                           |                                              |
| 09.06.2012       | 19.05.2013       | 02  | Wrodzony talent – cz. 2   | The Natural – Part 2                         |
|                  |                  |     |                           |                                              |
| 16.06.2012       | 20.05.2013       | 03  | Wrodzony talent – cz. 3   | The Natural – Part 3                         |
|                  |                  |     |                           |                                              |
| 23.06.2012       | 21.05.2013       | 04  | Am Mniam Mniam            | Om Nom Nom                                   |
|                  |                  |     |                           |                                              |
| 30.06.2012       | 22.05.2013       | 05  | Obława                    | The Hunted                                   |
|                  |                  |     |                           |                                              |
| 07.07.2012       | 23.05.2013       | 06  | W stronę ognia – cz. 1    | Into the Fire – Part 1                       |
|                  |                  |     |                           |                                              |
| 14.07.2012       | 24.05.2013       | 07  | W stronę ognia – cz. 2    | Into the Fire – Part 2                       |
|                  |                  |     |                           |                                              |
| 21.07.2012       | 25.05.2013       | 08  | Szok O’Blask              | Shaw K’Naw                                   |
|                  |                  |     |                           |                                              |
| 28.07.2012       | 26.05.2013       | 09  | Pojmani                   | The Taken                                    |
|                  |                  |     |                           |                                              |
| 11.08.2012       | 27.05.2013       | 10  | Syfon                     | The Siphon                                   |
|                  |                  |     |                           |                                              |
| 18.08.2012       | 28.05.2013       | 11  | W głębinach – cz. 1       | The Deep End – Part 1                        |
|                  |                  |     |                           |                                              |
| 25.08.2012       | 29.05.2013       | 12  | W głębinach – cz. 2       | The Deep End – Part 2                        |
|                  |                  |     |                           |                                              |
| 15.09.2012       | 30.05.2013       | 13  | Ostatni z rodu            | The Last of His Kind                         |
|                  |                  |     |                           |                                              |
| 22.09.2012       | 31.05.2013       | 14  | Nocne manewry             | Night Moves                                  |
|                  |                  |     |                           |                                              |
| 29.09.2012       | 01.06.2013       | 15  | Natura rzeczy             | The Nature of Things                         |
|                  |                  |     |                           |                                              |
| 06.10.2012       | 04.06.2013       | 16  | Natura rzeczy             | The Nature of Things                         |
|                  |                  |     |                           |                                              |
| 13.10.2012       | 05.06.2013       | 17  | Światło w ciemności       | A Light in the Darkness                      |
|                  |                  |     |                           |                                              |
| 20.10.2012       | 06.06.2013       | 18  | Cenny depozyt             | Duel Hard                                    |
|                  |                  |     |                           |                                              |
| 27.10.2012       | 07.06.2013       | 19  | W sercu ciemności         | Heart of Darkness – Part 1                   |
|                  |                  |     |                           |                                              |
| 03.11.2012       | 08.06.2013       | 20  | Ciemność w sercu          | Heart of Darkness – Part 2                   |
|                  |                  |     |                           |                                              |
| 10.11.2012       | 09.06.2013       | 21  | Jaki ojciec, taki syn     | Like Father, Like Son                        |
|                  |                  |     |                           |                                              |
| 17.11.2012       | 10.06.2013       | 22  | Misja istoty światła      | The Unbearable Being of Lightness            |
|                  |                  |     |                           |                                              |
| 24.11.2012       | 11.06.2013       | 23  | Niebiańskie stworzenia    | Heavenly Creatures                           |
|                  |                  |     |                           |                                              |
| 01.12.2012       | 12.06.2013       | 24  | Zdrada                    | Betrayal                                     |
|                  |                  |     |                           |                                              |
| 08.12.2012       | 13.06.2013       | 25  | Przebudzenie – cz. 1      | The Rising – Part 1                          |
|                  |                  |     |                           |                                              |
| 15.12.2012       | 14.06.2013       | 26  | Przebudzenie – cz. 2      | The Rising – Part 2                          |
|                  |                  |     |                           |                                              |
| SERIA DRUGA      |                  |     |                           |                                              |
|                  |                  |     |                           |                                              |
| 21.06.2013       | 13.01.2014       | 27  | Efekt motyla              | The Butterfly Effect                         |
|                  |                  |     |                           |                                              |
| 28.06.2013       | 14.01.2014       | 28  | Wstrzymać ogień           | Cease Fire                                   |
|                  |                  |     |                           |                                              |
| 05.07.2013       | 15.01.2014       | 29  | Temperatura wrzenia       | Boiling Point                                |
|                  |                  |     |                           |                                              |
| 12.07.2013       | 16.01.2014       | 30  | Doładowanie               | Boosted                                      |
|                  |                  |     |                           |                                              |
| 19.07.2013       | 17.01.2014       | 31  | Przyłapani                | Caught In The Spotlight                      |
|                  |                  |     |                           |                                              |
| 26.07.2013       | 18.01.2014       | 32  | Przemówienie króla        | The King’s Speech                            |
|                  |                  |     |                           |                                              |
| 02.08.2013       | 19.01.2014       | 33  | Wyprawa w ogień           | Quest In Fire                                |
|                  |                  |     |                           |                                              |
| 09.08.2013       | 20.01.2014       | 34  | Więzy rodzinne            | Rising Son                                   |
|                  |                  |     |                           |                                              |
| 16.08.2013       | 21.01.2014       | 35  | Mieszanka warzywna        | Mixed Vegetables                             |
|                  |                  |     |                           |                                              |
| 23.08.2013       | 22.01.2014       | 36  | Zajęcia pozaszkolne       | Extracurricular Activities                   |
|                  |                  |     |                           |                                              |
| 30.08.2013       | 23.01.2014       | 37  | Gulgot, psoty i kłopoty   | Gargle, Gargle, Toil and Trouble             |
|                  |                  |     |                           |                                              |
| 06.09.2013       | 24.01.2014       | 38  | Ciemność na skraju miasta | Darkness on the Edge of Town                 |
|                  |                  |     |                           |                                              |
| 20.09.2013       | 25.01.2014       | 39  | Wkraczając w pustkę       | Into the Void                                |
|                  |                  |     |                           |                                              |
| 27.09.2013       | 26.01.2014       | 40  | Trójkąt San Campion       | The San Campion Triangle                     |
|                  |                  |     |                           |                                              |
| 04.10.2013       | 27.01.2014       | 41  | Program wymiany           | Exchange Program                             |
|                  |                  |     |                           |                                              |
| 12.10.2013       | 28.01.2014       | 42  | Zasadzka                  | Bring Me the Head of Tatsurion the Unchained |
|                  |                  |     |                           |                                              |
| 19.10.2013       | 29.01.2014       | 43  | Gdy drzewo przesłania las | Forest for the Trees                         |
|                  |                  |     |                           |                                              |
| 02.11.2013       | 30.01.2014       | 44  | Bez maski                 | Unmasked                                     |
|                  |                  |     |                           |                                              |
| 09.11.2013       | 31.01.2014       | 45  | Partnerki                 | Dueling Partners                             |
|                  |                  |     |                           |                                              |
| 16.11.2013       | 01.02.2014       | 46  | Inwazja                   | Brainjacked                                  |
|                  |                  |     |                           |                                              |
| 23.11.2013       | 02.02.2014       | 47  | Kataklizm                 | Deluge                                       |
|                  |                  |     |                           |                                              |
| 30.11.2013       | 03.02.2014       | 48  | Kontratak                 | Fallout                                      |
|                  |                  |     |                           |                                              |
| 07.12.2013       | 04.02.2014       | 49  | Transakcja                | Bargain                                      |
|                  |                  |     |                           |                                              |
| 14.12.2013       | 05.02.2014       | 50  | Szczyt                    | Clash of the Monarchs                        |
|                  |                  |     |                           |                                              |
| 21.12.2013       | 06.02.2014       | 51  | Oblężenie                 | Siege                                        |
|                  |                  |     |                           |                                              |
| 28.12.2013       | 07.02.2014       | 52  | Nie transmitować ewolucji | The Evolution Will Not Be Televised          |
|                  |                  |     |                           |                                              |

## Gra karciana Kaijudo
Gra karciana Kaijudo opiera się na zasadach gry Duel Masters. Można było ją nabyć w postaci boosterów (9 losowych kart, w tym jedna rzadka), gotowych do gry talii (zawierają dodatkowo booster i jedną kartę limitowaną) oraz zestawów specjalnych.
Do tej pory wydano następujące sety:
1. Tatsurion vs. Razorkinder Battle Decks 
Wydany 26 czerwca 2012. Zawiera 2, gotowe, przygotowane specjalnie do gry przeciwko sobie talie. Przedstawiono w nim wzory 43 pierwszych kart. Zestaw specjalny.
2. The Dojo Edition 
Limitowany, przed premierowy zestaw, wydany 24 Lipca 2012. Zawierał boostery oraz jedną gotową do gry talię.
3. Rise of the Duel Masters
Premierowy zestaw gry. Zawierał 180 wzorów kart, w tym 103, które nie zostały przedstawione we wcześniejszych zestawach. Dostępny w boosterach oraz 2 rodzajach gotowych talii. Wydany 7 września 2012.
4. Evo Fury
Premiera odbyła się 13 listopada 2012. Zestaw wprowadzał nowy typ kart, stwory ewolucyjne. Łącznie 60 nowych wzorów kart. Dostępny był w boosterach oraz gotowej talii.
5. Dragon Master Collection Kit
Specjalny, promocyjny set. Znajdowały się w nim 2 promocyjne karty, 4 boostery dodatku "Rise of the Duel Masters" oraz kolekcjonerskie pudło, zdolne pomieścić do 120 kart w protektorach. Premierę miał 19 lutego 2013.
6. DragonStrike Infernus
Premiera odbyła się 15 Marca 2013. Dodatek zawierał 60 kart, wiele powiązanych z rasą smoków. Dostępny w postaci boosterów i gotowej do gry talii.
7. Clash of the Duel Masters
Drugi duży dodatek, zawierający 120 nowych wzorów kart. Premierowo wydany dnia 24 Maja 2013. Wprowadza karty dwu-cywilizacyjne. Dostępne także 2 gotowe do gry talie.
8. Triple Strike
Kolejny dodatek specjalny, wprowadzony do sprzedaży 12 Lipca 2013. Jest to gotowa do gry talia typu Control, zawierająca dodatkowo 3 limitowane karty. Każda z kart ma także specjalną, złotą ramkę, zamiast klasycznej czarnej.
9. Shattered Alliances
13 września 2013 wprowadzono do sprzedaży kolejny dodatek. Zawierał on kolejne karty 2 cywilizacji, tym razem nowe połączenia kolorów. Łącznie 90 nowych wzorów. Dostępna także gotowa do gry talia.
10. Invasion Earth
Miała zostać wydana 8 listopada 2013. Miała zawierać 90 nowych wzorów kart. Dostępna też gotowa talia.